# Setra S 215 HR
Setra S 215 HR — туристический автобус, выпускаемый немецкой компанией Setra с 1976 по 1995 год.

## Описание
Автобус Setra S 215 HR оснащён двумя автоматическими дверьми. Он поставлялся в Германию, чтобы дополнить подвижной состав.
В начале 1980-х годов в семейство вошёл автобус Setra S 215 HD. В 1984 году также начал производиться автобус Setra S 215 HDH, который отличается от других автобусов дизайном и американскими комплектующими (двигатель Detroit и АКПП). В 1992—1994 годах производился низкопольный автобус Setra S 215 NR.
Производство автобусов Setra S 215 HR завершилось в 1995 году, на смену пришёл автобус Setra S 315 HDH.